# غاودة
غاودة (بالفارسية: گاوده) هي قرية تقع في Poshtkuh Rural District في إيران. يقدر عدد سكانها بـ 158 نسمة بحسب إحصاء 2016.